# Religião no Zimbabwe
| Religião no Zimbabwe (2010) | Religião no Zimbabwe (2010) | Religião no Zimbabwe (2010) | Religião no Zimbabwe (2010) | Religião no Zimbabwe (2010) |
| --------------------------- | --------------------------- | --------------------------- | --------------------------- | --------------------------- |
| Religião                    |                             |                             | Percentagem                 |                             |
| Cristianismo                | Cristianismo                |                             | 87%                         | 87%                         |
| Não especificado            | Não especificado            |                             | 7,9%                        | 7,9%                        |
| Tradicional                 | Tradicional                 |                             | 3,8%                        | 3,8%                        |
| Islão                       | Islão                       |                             | 0,9%                        | 0,9%                        |
| Outras ou nenhuma           | Outras ou nenhuma           |                             | 0,4%                        | 0,4%                        |

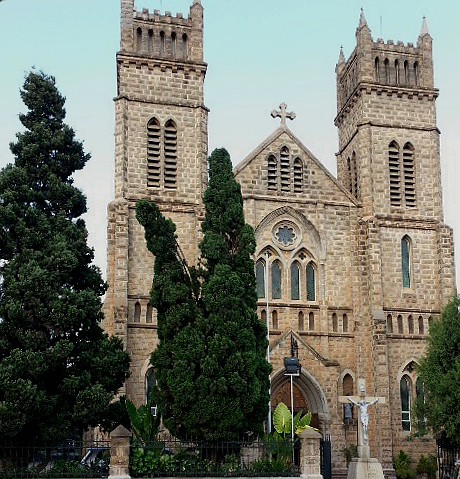
Igreja em Harare, Zimbabwe

O cristianismo é a religião no Zimbabwe dominante. Estima-se que 76 por cento do Zimbabwe pertençam ao cristianismo Protestante, e 87 por cento dos 12,5 milhões de zimbabuenses seguem uma das denominações do cristianismo.
Denominações cristãs no Zimbabwe com um número significativo de fiéis incluem a catolicismo romano, Anglicanismo, Batistas, Luteranismo e Metodismo; no entanto, ao longo dos anos surgiu uma variedade de denominações cristãs indígenas. Carismático Evangélico denominações, principalmente igrejas Pentecostal e Apostólicas foram as classificações religiosas de mais rápido crescimento nos anos 2000 a 2009.
As religiões tradicionais são seguidas por cerca de quatro por cento, e não especificada e nenhuma oito por cento. As outras principais religiões do mundo, como o Islã (0.9%), Budismo (<0.1%), Hinduísmo (<0.1%) e judaísmo (<0.1%) cada uma tem uma presença nicho. Enquanto o país é de maioria cristã, a maioria das pessoas praticam, em graus variados, elementos das religiões indígenas também. Os líderes religiosos também relataram um aumento na adesão à religião tradicional e aos curandeiros do xamanismo.
A constituição do Zimbabwe permite a liberdade de religião. Grupos estrangeiros missionários estão presentes no país.

## Cristianismo

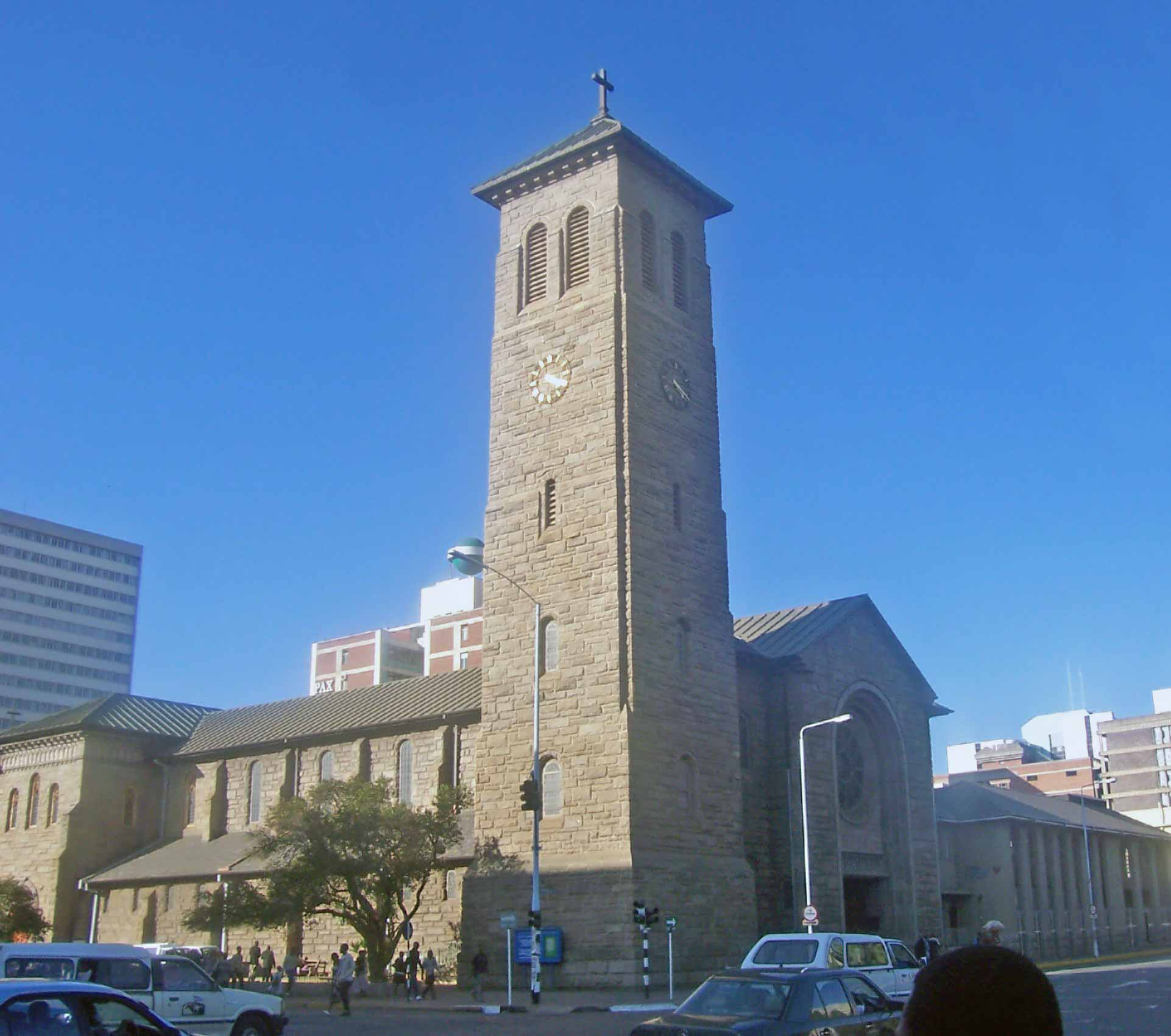
Igreja Anglicana no Zimbabwe

A primeira missão cristã chegou ao Zimbabwe em 1859 por causa dos esforços da Sociedade Missionária de Londres. Seu trabalho começou entre os Zulus. David Livingstone apelou ao governo britânico para atribuir terra e proteção às missões cristãs, O que levou a uma concessão de terras para a Missão das Universidades em 1888 e o centro de atividade missionária para os Zulu e Shonas. A primeira missão metodista chegou em 1896, com membros do Reino Unido e dos Estados Unidos. Os britânicos trabalharam com os colonos brancos, enquanto os americanos trabalharam com os africanos nativos. Os Adventistas do Sétimo Dia e a Missão Cristã Central Africana estabeleceram suas missões na década de 1890. Pentecostalismo e Igrejas Apostólicas africanos chegaram em 1920, e cresceu rapidamente, com a Igreja Cristã Zion agora a protestante mais seguida no Zimbabwe. Em 1932, Johane Maranke (nascido: Muchabaya Momberume) anunciou que recebeu a visão e o sonho de pregar como João Batista, um apóstolo. Ele batizou muitos em um rio local, e seus esforços nas décadas que se seguiram levaram a Igreja Apostólica Africana, o segundo maior ministério no Zimbabwe.
A maioria dos cristãos zimbabuenses são protestantes. As igrejas cristãs protestantes com grande adesão são Anglicanas (representada pela Igreja da Província da África Central), Adventista do sétimo dia e Metodista.
Há cerca de um milhão católicos Romanos no país (cerca de 7% da população total). O país contém duas arquidioceses (Harare e Bulawayo), que contêm três dioceses Chinhoyi, Gokwe, e Mutare; e Gweru, Hwange, e Masvingo; respectivamente). O clérigo católico mais famoso no Zimbabwe é Pius Ncube, o arcebispo de Bulawayo, um crítico do governo de Robert Mugabe, que também é católico romano.
Uma variedade de igrejas e grupos locais emergiram das grandes igrejas cristãs ao longo dos anos que se situam entre as igrejas protestante e católica. Alguns, como o Zimbabwe Assembleia de Deus, continuam a aderir às crenças cristãs e opõem-se à confissão das religiões tradicionais. Outros grupos locais, como os Sete apóstolos, combinam elementos de crenças cristãs estabelecidas com algumas crenças baseadas na cultura e religião tradicional africana.

## Religiões tradicionais
Cerca de quatro por cento dos zimbabuenses expressam sua religião para ser tradicional, mas a maioria dos cristãos continua a praticar elementos de suas religiões tradicionais. Além disso, a maioria das igrejas do Zimbabwe, como igrejas africanas, incorporam práticas de adoração que incluem rituais tradicionais africanos, músicas, dança, iconografia não-cristã e cultura oral.

## Islão
O Islã é a religião de menos de um por cento da população do Zimbabwe. A comunidade muçulmana consiste principalmente de imigrantes do Sul da Ásia (Índia e Paquistão), Um pequeno número de indígenas zimbabuenses e um número muito pequeno da África do Norte e imigrantes do Oriente Médio. Existem mesquitas localizadas em quase todas as cidades maiores. Há 18 na capital de Harare, 8 em Bulawayo, e uma série de mesquitas em pequenas cidades. As mesquitas e o proselitismo o esforço é financiado com a ajuda do Kuwait-patrocinado Agência muçulmana africana (AMA).

## Bahá'í Faith
A religião Bahai foi trazida no Zimbabwe em 1929 por Shoghi Effendi, então Guardião da religião. Em 1953 vários bahá'ís se instalaram no que era então Rodésia do Sul. O primeiro Bahá'í Assembléia Espiritual Local foi formado em Harare. No final de 1963, havia 9 assembléias. Enquanto ainda era uma colônia do Reino Unido, os bahá'ís, no entanto, organizaram uma Assembléia Espiritual Nacional separada em 1964. A Assembleia Nacional tem continuado desde 1970. Em 2003, o 50º aniversário dos bahá'ís no Zimbabwe, um ano de eventos em todo o país culminou com uma conferência de bahá'ís de todas as províncias do Zimbabwe e nove países. Houve 43 assembléias espirituais locais em 2003.

## Hinduísmo
Há um pequeno número de Hindus no Zimbabwe. Os hindus estão principalmente concentrados na capital de Harare. A Sociedade Hindu consiste principalmente em Gujaratis, Goan e Tamil. As escolas primárias e secundárias hindus são encontradas nas principais áreas urbanas, como Harare e Bulawayo
Brahma Kumaris tem três Centros no Zimbabwe (em Harare, Bulawayo, e Vic Falls). ISKCON tem um centro em Marondera. Ramakrishna Vedanta Society tem um centro em Harare.